# Doktoringenieur
Doktoringenieur (acrônimo Dr.-Ing.), também Doktor der Ingenieurwissenschaften, é o grau de doutorado em engenharia da Alemanha.